# Xoriguera (Sant Pere de Ribes)
Xoriguera és una masia modernista de Sant Pere de Ribes (Garraf) protegida com a Bé Cultural d'Interès Local.

## Descripció

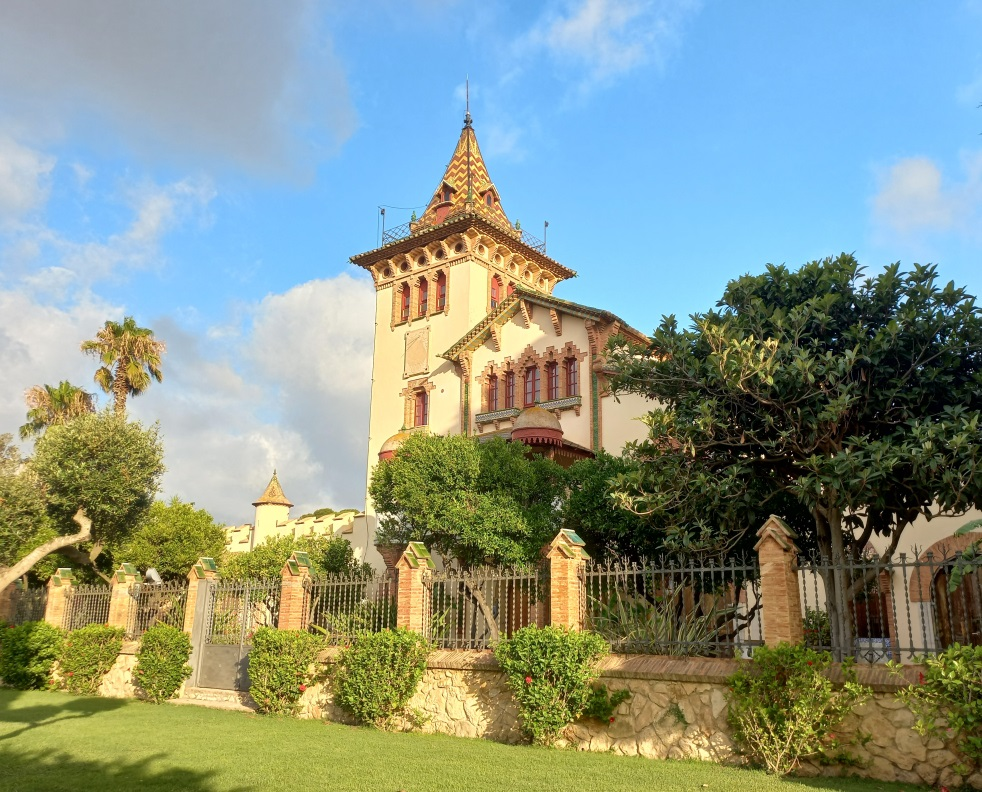
Façana principal

Es tracta d'un casal aïllat de planta basilical i tres crugies. Consta de planta baixa, pis i golfes i té la coberta a dues vessants amb el carener perpendicular a la façana. El portal d'accés, d'arc de mig punt adovellat, queda cobert per un porxo avançat amb pilars ceràmics, amb la part superior habilitada com a balcó. A ambdues cantonades del balcó hi ha una tribuna circular amb columnes salomòniques ceràmiques i coberta amb volta esfèrica. S'accedeix al balcó per un portal d'arc pla de pedra carejada. A les golfes trobem una galeria amb cinc obertures d'arc mixtilini ceràmic. La crugia orientada a garbí presenta una torre mirador de planta quadrangular i quatre nivells d'alçat, amb coberta a quatre vessants de ceràmica vidriada. Cadascun dels nivells de la torre té finestres d'arc mixtilini ceràmic, agrupades en tres al quart pis. A les façanes de garbí i xaloc, entre el tercer i el quart pis, hi trobem un rellotge de sol. Entre les mènsules que suporten del ràfec hi ha petits òculs circulars intercalats. La torre dona accés per la façana posterior a una terrassa transitable delimitada amb balustrada ceràmica. La crugia orientada a gregal presenta dos nivells, oberts amb un portal d'arc de mig punt ceràmic i brancals de pedra a la planta baixa, i una finestra doble d'arc mixtilini ceràmic al pis, que té sortida a un balcó amb barana d'obra suportada per mènsules. A la façana posterior hi ha adossat un porxo amb pilars ceràmics, sobre el qual hi ha una terrassa transitable amb balustrada ceràmica. Paral·lel a la façana principal, en surt un baluard amb merlets i garites, que tanca la casa per darrere. Aquest té accés des de garbí per una portalada que condueix al pati, on hi ha un cos rectangular que correspon al celler. El revestiment dels murs és arrebossat i pintat de color cru, on ressalten els ràfecs, mènsules, baranes i obertures de ceràmica vista i la rajola ceràmica decorativa dels barrets de les xemeneies, balcons i cornises.

## Història
La masia de Xoriguera està documentada des del segle xiii, quan pertanyia a Arnau de Xoriguera, síndic de Ribes. Entre els segles xvi i xvii va pertànyer als Puig de Xoriguera, i més endavant als Mironet. Al cadastre de l'any 1717 n'era propietari Emanuel Giralt i masover Jaume Artigas, mentre que l'any 1764 ja hi figura un tal Joan Miró de Munxuriguera. Més endavant, tal com consta en el llibre d'Apeo de l'any 1847, pertanyia a Antoni Giralt. Al principi del segle xx la va adquirir la família Soler de Vilanova i la Geltrú, que va construir sobre la masia antiga un casal modernista.